# Pierre-Yves Monette
Pour les articles homonymes, voir Monette.
 (mai 2016).
Si vous disposez d'ouvrages ou d'articles de référence ou si vous connaissez des sites web de qualité traitant du thème abordé ici, merci de compléter l'article en donnant les références utiles à sa vérifiabilité et en les liant à la section « Notes et références ».
Pierre-Yves Monette, né en 1960, conseiller honoraire au Cabinet du Roi (Belgique), a été le premier médiateur fédéral francophone (Belgique), avant d'être secrétaire général d'EurEau, la Fédération européenne de l'eau et des services d'assainissement (EU). Il exerce à présent comme expert en prévention et résolution de conflits, notamment en Afrique, au service de l'ONU, de l'UE ou d'États actifs dans la résolution de conflits internationaux. Il est membre du Pool de médiation de l'ONU après avoir été membre de l'équipe d'urgence de médiation des Nations unies.
Avocat (en congé) au barreau de Bruxelles (Cabinet Monette-Decleyre & Associés) et ancien directeur de Cabinet à la Région bruxelloise, il est professeur invité dans le domaine de la résolution des conflits, jusqu'en 2016 au Collège d'Europe et aujourd'hui à l'Ecole de Maintien de la Paix (Centre d'excellence de l'Union africaine en Afrique de l'Ouest).
Il est l’auteur de plusieurs ouvrages portant sur l’intégration européenne, la Belgique, la médiation de conflits, la gouvernance publique et le droit.

## Publications
- Les États-Unis d'Europe, Bruylant/Nauwelaerts, Bruxelles, 1991
- L'Europe, état d'urgence, Desclée de Brouwer, Paris, 1997
- Métier de Roi - Famille, Entourage, Pouvoir - De A à Z., Éd. Alice, Bruxelles, 2002
- Beroep, Koning der Belgen - Van A tot Z., Éd. Vanhalewyck, Leuven, 2003
- Belgique où vas-tu ? Entretiens avec Christian Laporte, Éd. Mardaga, Wavre, 2007[8]
- Manuel de médiation - Prévention, gestion et résolution des conflits, Éd. FBA, Stockholm, 2019